# Cristian Morton
Cristian Morton (Amaechi Cristian Cuevas Morton; * 30. Oktober 1989) ist ein nigerianischer Hürdenläufer, der sich auf die 400-Meter-Distanz spezialisiert hat und wegen seiner Sprintstärke auch in der 4-mal-400-Meter-Staffel eingesetzt wird.
Bei den Leichtathletik-Weltmeisterschaften 2009 in Berlin wurde er mit der nigerianischen 4-mal-400-Meter-Stafette Achter.
2012 siegte er bei den Leichtathletik-Afrikameisterschaften in Porto-Novo über 400 m Hürden und in der 4-mal-400-Meter-Staffel. Bei den Olympischen Spielen in London wurde er über 400 m Hürden im Halbfinale disqualifiziert.
2014 schied bei den Leichtathletik-Hallenweltmeisterschaften in Sopot die nigerianische Stafette in der Besetzung Tobi Ogunmola, Noah Akwu, Isah Salihu und Morton trotz eines Afrikarekords von 3:07,95 min im Vorlauf aus. Im Sommer wurde er bei den Commonwealth Games in Glasgow Fünfter über 400 m Hürden und kam mit der Stafette über den siebten Platz. Bei den Afrikameisterschaften in Marrakesch gewann er in beiden Disziplinen Silber, und beim Leichtathletik-Continentalcup in Marrakesch wurde er Fünfter über 400 m Hürden.
Für die Stanford University startend wurde er 2012 NCAA-Meister über 400 m Hürden.

## Persönliche Bestzeiten
- 400 m: 46,10 s, 25. Juli 2009, Abuja
  - Halle: 46,23 s, 29. Januar 2011, Fayetteville
- 400 m Hürden: 48,79 s, 8. Juni 2012, Des Moines